# حزار (الرجم)

تعديل مصدري - تعديل

حزار هي إحدى قرى عزلة المدني بمديرية الرجم التابعة لمحافظة المحويت، بلغ تعداد سكانها 199 نسمة حسب تعداد اليمن لعام 2004.